# Drobeta phaeobasis
Drobeta phaeobasis là một loài bướm đêm trong họ Noctuidae.